# Estudio de televisión

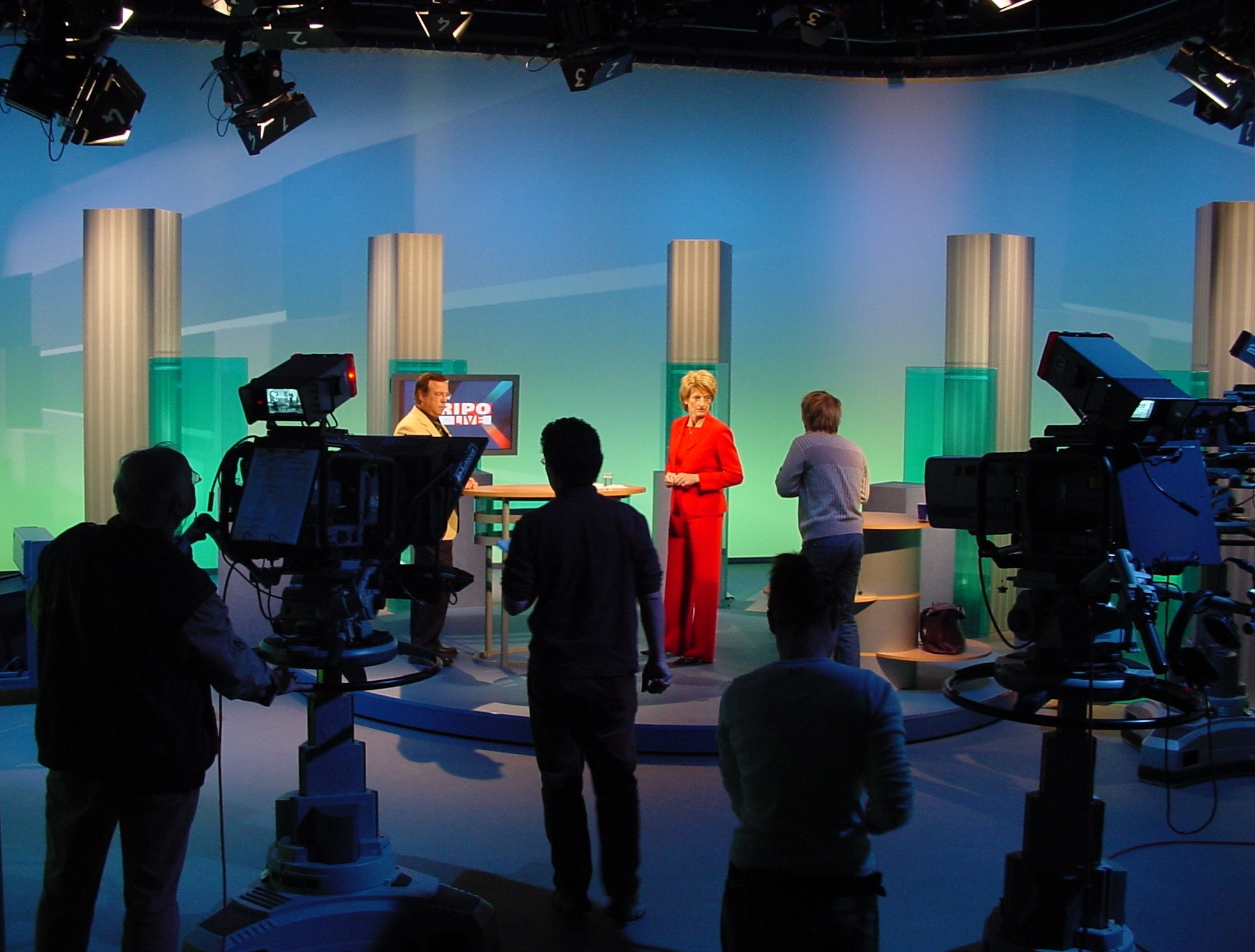
Detrás de cámaras, en un estudio de grabación.

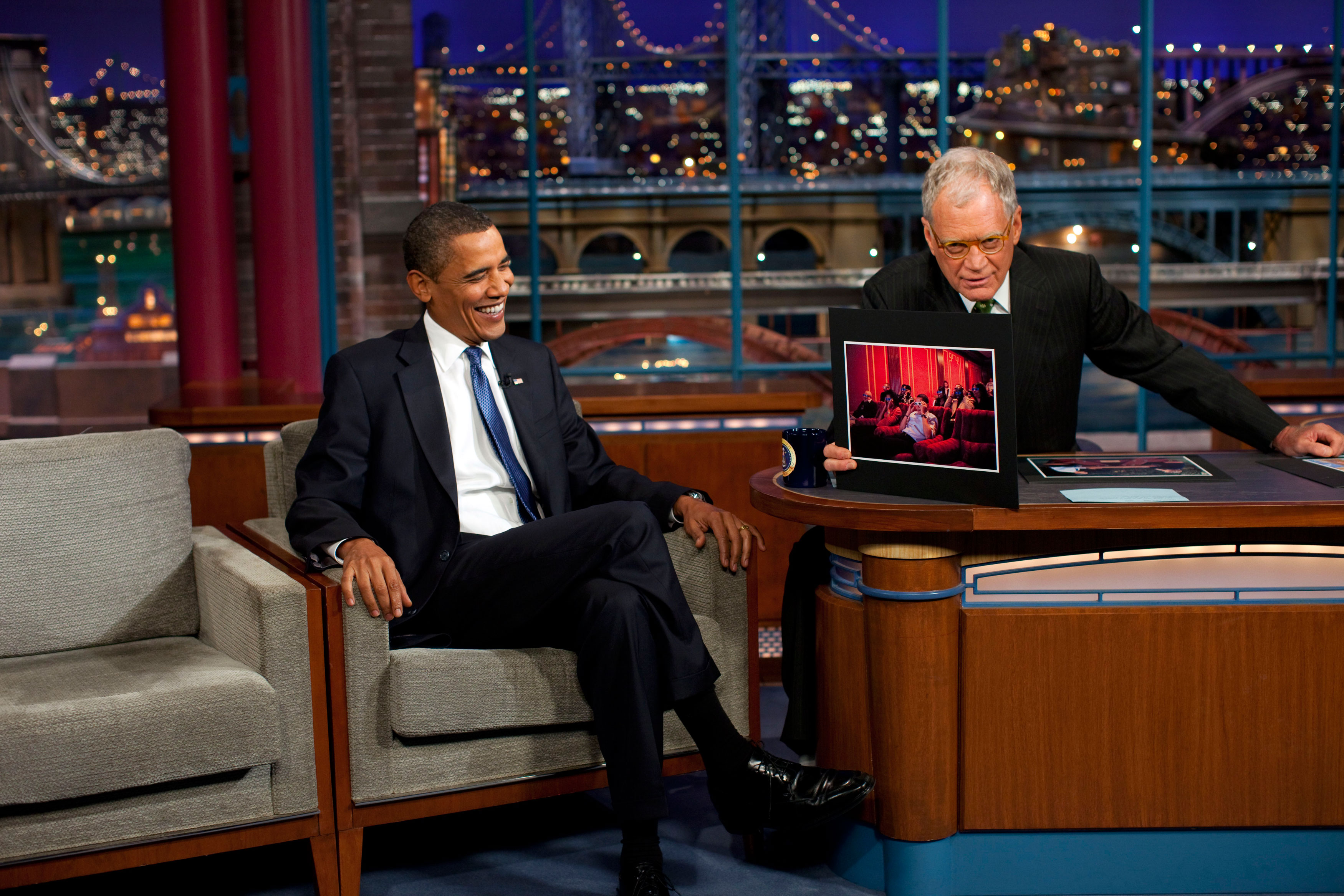
El presidente estadounidense Barack Obama, durante una entrevista en los estudios de la cadena CBS, en Nueva York, el 21 de septiembre de 2009.

Un estudio de televisión es la infraestructura necesaria para realizar un programa de televisión. No confundir con plató, que es el espacio físico donde tiene lugar lo que ve el espectador. El estudio de televisión es un lugar cerrado y aislado de luces, sonidos y campos magnéticos externos, en el cual se pueden colocar equipos audiovisuales tales como cámaras de televisión, focos de iluminación profesional, sonido profesional para la grabación o retransmisión de programas con la mayor limpieza de luz, imagen y sonido en el ambiente posible y necesario para dar la calidad broadcast necesaria para emitir programas de televisión.

## Planta del estudio
La planta del estudio es el escenario real en que ocurren las acciones que serán grabadas y han consultado. Un piso de estudio tiene las siguientes características e instalaciones:

### Características
- Decoración o conjuntos.
- Cámara de vídeo profesional (a veces uno, generalmente varios, es decir, multicamara) sobre pedestales.
- Micrófonos.
- Aparejos de iluminación de escenario y los equipos de control asociados.
- Varios monitores de vídeo para la retroalimentación visual de la sala de control de producción (PCR).
- Una pequeña megafonía para la comunicación.
- Una ventana de vidrio entre PCR y estudio de suelo para el contacto visual directo, es generalmente deseada, pero no siempre es posible.

Durante una producción, las personas componen un equipo de televisión trabajan en el piso del estudio.
- La pantalla "talento" ellos mismos y cualquier invitados. Los temas de la demostración de la televisión.
- Un gerente de piso, que tiene carga total de la gerencia de etapa área de estudio, y que transmite calendario y otra información de la directora de televisión.
- Uno o más operadores de cámara que operan las cámaras de vídeo profesionales, aunque en algunos casos que estos también pueden ser operados desde la PCR utilizando remotamente controlados de Cámara PTZ.
- Posiblemente, un operador de teleapuntador, especialmente si se trata de un programa de noticias.